# Sazhubxi (sockenhuvudort i Kina, Qinghai Sheng, lat 36,28, long 100,28)
Sazhubxi (kinesiska: 沙珠玉, 沙珠玉乡) är en sockenhuvudort i Kina. Den ligger i provinsen Qinghai, i den nordvästra delen av landet, omkring 140 kilometer väster om provinshuvudstaden Xining. Antalet invånare är 5 153. Befolkningen består av 2 515 kvinnor och 2 638 män. Barn under 15 år utgör 20,0 %, vuxna 15-64 år 73 %, och äldre över 65 år 5,0 %.
Runt Sazhubxi är det mycket glesbefolkat, med 7 invånare per kvadratkilometer. Trakten runt Sazhubxi består i huvudsak av gräsmarker.
Genomsnittlig årsnederbörd är 410 millimeter. Den regnigaste månaden är juli, med i genomsnitt 120 mm nederbörd, och den torraste är december, med 3 mm nederbörd.